# Ante Vukušić
Ante Vukušić (ur. 4 czerwca 1991 w Sinju) – chorwacki piłkarz występujący na pozycji napastnika. Obecnie reprezentuje barwy NK Zrinski Osječko 1664. Był reprezentantem chorwackiej chorwackiej kadry U-19. 15 sierpnia 2012 zadebiutował w dorosłej reprezentacji Chorwacji w przegranym 2:4 towarzyskim meczu ze Szwajcarią.

## Kariera klubowa
Vukušić jest wychowankiem chorwackiego Hajduka Split, z którym swój pierwszy w karierze profesjonalny kontrakt podpisał w 2009 roku. Miał wówczas 17 lat. 16 września 2010 roku zadebiutował w rozgrywkach Ligi Europy UEFA w przegranym 3-1 wyjazdowym meczu z AEK Ateny. Pierwszą bramkę w tych rozgrywkach strzelił 30 września 2010 w wygranym 1-0 meczu z Anderlechtem. Zdobył wówczas zwycięskiego gola w 95 minucie meczu. W Hajduku rozegrał w sumie 84 ligowych spotkań, strzelając 36 goli. 25 sierpnia 2012 roku został zawodnikiem Pescary. Włoski klub zapłacił za Vukušicia 3,8 miliona euro, podpisując z nim 4-letni kontrakt warty 450 tysięcy euro rocznie. Barwy Pescary reprezentował w latach 2012–2015, gdzie rozegrał w sumie 23 ligowe spotkania, strzelając jedną bramkę. W międzyczasie wypożyczany był do szwajcarskiego FC Lausanne-Sport (13 spotkań i 4 bramki) oraz do belgijskiego Waasland-Beveren (15 spotkań i 3 bramki). W styczniu 2016 podpisał kontrakt z niemiecką drużyną Greuther Fürth, grającej wówczas w 2. Bundeslidze. 16 marca 2017 Ante Vukušić rozwiązał kontrakt z Greuther Fürth rozgrywając tam 21 ligowych spotkań, w których strzelił 2 bramki. W 2017 roku piłkarz podpisał kontrakt z rosyjskim zespołem FK Tosno, gdzie nie zdążył zadebiutować. Powodem była choroba płuc, a konkretniej odma opłucnowa. 7 marca 2018 został zawodnikiem Olimpii Grudziądz. We wrześniu 2018 przeszedł do NK Krško, a w lipcu 2019 trafił do Olimpii Lublana.